# Лори Колуин
Лори Колуин (на английски: Laurie Colwin) е американска журналистка и писателка на произведения в жанра драма и документалистика.

## Биография и творчество
Лори Колуин е родена на 14 юни 1944 г. в Манхатън, Ню Йорк, САЩ, и е второто дете в еврейското семейство на Питър Колуин и Естел Уулфсон. Израства край езерото Ронкокома, окръг Съфолк, в Лонг Айлънд, Филаделфия и Чикаго. Завършва Челтенхамската гимназия във Филаделфия. Следва в Сорбоната в Париж и в Колумбийския университет.
Съпругът ѝ Юри Юриевич е латвийски евреин. Имат дъщеря – Роза.
След дипломирането си работи като редактор на различни издателства. Работи и като преводач от идиш на английски език на произведения на поета Исак Башевис Сингер.
Пише като колумнист към списание „Gourmet“. Нейни статии са публикувани в списанията „Mademoiselle“, „Allure“ и „Плейбой“.
Първият ѝ разказ е публикуван в „Ню Йоркър“ през 1969 г. През 1974 г. е издаден първият ѝ сборник с разкази „Passion & Affect“ (Страст и влияние).
Първият ѝ роман „Shine On“ е издаден през 1975 г. Става известна с портретите си на нюйоркското общество
Книгите ѝ „Home Cooking“ (Готвене в дома) и „More Home Cooking“ (Повече готвене в дома) са сборници с есета публикувани в „Гурме“ и са колкото готварски книги, толкова и мемоари.
Лори Колуин умира внезапно от аневризма на аортата на 24 октомври 1992 г. в Ню Йорк. Погребана е в Корнуол, Кънектикът.

## Произведения

### Самостоятелни романи
- Shine On (1975)
- Happy All The Time (1978)
- Family Happiness (1982)
- Goodbye Without Leaving (1990)
- A Big Storm Knocked It Over (1993)

### Сборници
- Passion & Affect (1974)
- Dangerous French Mistress (1975)
- The Lone Pilgrim (1981)
- Another Marvelous Thing (1986)

### Документалистика
- Home Cooking (1988)
- More Home Cooking (1993)